# Romyverleihung 2023
Die Romy-Verleihung 2023 fand am 22. April 2023 in der Wiener Hofburg statt. Die von der Tageszeitung Kurier veranstaltete Vergabe des österreichischen Fernseh- und Filmpreises Romy fand zum 34. Mal statt und wurde zum 33. Mal vom ORF übertragen. Moderiert wurde die Verleihung zum ersten Mal von Arabella Kiesbauer.

## Preisträger und Nominierte
Die Nominierungen für die Publikumswahl wurden am 12. Februar 2023 bekanntgegeben. Die bisherige Kategorie Information wurde in TV-Journalismus umbenannt. Die Jury bestand aus Kurier-Kulturchef Georg Leyrer (Vorsitz), Johannes Bruckenberger (APA), Horst-Günther Fiedler (TV-Media), Angelika Hager (Profil), Dietmar Pribil (Kurier), Julia Pühringer (Tele), Heide Rampetzreiter (Die Presse) und Julia Schafferhofer (Kleine Zeitung). Die Kategorie Entdeckungen wurde von Markus Freistätter betreut. Insgesamt gingen mehr als 230.000 Votes im Abstimmungszeitraum ein.
| Kategorie                                                                     | Preisträger                            | Nominierte                                                                               |
| ----------------------------------------------------------------------------- | -------------------------------------- | ---------------------------------------------------------------------------------------- |
| Beliebteste Schauspielerin Film präsentiert von Manuel Rubey                  | Anke Engelke                           | Verena Altenberger Pia Hierzegger Caroline Peters Sophie Rois                            |
| Beliebtester Schauspieler Film präsentiert von Margarethe Tiesel              | Thomas Stipsits (2. Romy)              | August Diehl Florian David Fitz Gerhard Liebmann Simon Schwarz                           |
| Beliebteste Schauspielerin Serie/Reihe präsentiert von Antonia Moretti        | Jella Haase                            | Gerti Drassl Anna Maria Mühe Désirée Nosbusch Franziska Weisz                            |
| Beliebtester Schauspieler Serie/Reihe präsentiert von Susi Stach              | Michael Steinocher (2. Romy)           | Peter Lohmeyer Michael Ostrowski Faris Endris Rahoma Thomas Schubert                     |
| TV-Journalismus präsentiert von Martina Salomon                               | Lisa Gadenstätter und Hanno Settele    | Paul Krisai, Miriam Beller und Carola Schneider Thomas Mohr Magdalena Punz Marcus Wadsak |
| Show/Unterhaltung präsentiert von Viktor Gernot                               | Joko & Klaas                           | Andi Knoll Tara & Luis (Forsthaus Rampensau) Nina Horowitz Florian Lettner               |
| Sport präsentiert von Gernot Kulis                                            | Andreas Goldberger und Michael Roscher | Walter Reiterer und Michael Eschlböck Alina Marzi Michael Wanits Karoline Rath-Zobernig  |
| Entdeckung weiblich präsentiert von Markus Freistätter                        | Julia Beautx                           | Christina Cervenka Franziska von Harsdorf Nina Katlein Maeve Metelka                     |
| Entdeckung männlich präsentiert von Markus Freistätter und Erwin van Lambaart | Max Hubacher                           | Felix Kammerer Etienne Halsdorf Jakob Mader Jeff Wilbusch                                |

## Akademiepreise
Platin-Romy für das Lebenswerk
Laudatio: Ingrid Thurnher
- Otto Waalkes[6]

Romy International
Laudatio: Stefan Ruzowitzky
- Brendan Fraser[7]

Sonderpreis der Jury
- Maria Schrader, Megan Twohey und Jodi Kantor für She Said[8]

## Branchenpreise
Die Nominierungen für die Branchenpreise wurden am 30. Juli 2023 bekanntgegeben. Die Verleihung fand am 15. September 2023 im Wiener Gartenbaukino statt und wurde von Hilde Dalik und Markus Freistätter moderiert. Gegenüber dem Vorjahr entfielen die Kategorien Bester Schnitt Kino und Bester Schnitt TV/Stream. Die Preisträger wurden am 9. September 2023 veröffentlicht.
Beste Serie TV/Stream
- Der Pass
  - Das Netz – Prometheus
  - Totenfrau

Bester Film TV/Stream
- Stadtkomödie – Der weiße Kobold
  - Sachertorte
  - Und dann steht einer auf und öffnet das Fenster

Beste Dokumentation TV/Stream
- Katar – WM der Schande
  - Das Spendenproblem
  - Ich bin Hans Krankl

Bestes Drehbuch TV/Stream
- Agnes Pluch, Marie-Therese Thill und Rebekka Reuber für Am Ende – Die Macht der Kränkung
  - Elena Senft, Hanno Hackfort, Richard Kropf und Bob Konrad für Kleo
  - Sarah Wassermair für Tatort: Azra

Beste Regie TV/Stream
- Anna-Katharina Maier und Mirjam Unger für Tage, die es nicht gab
  - Sabine Derflinger für Süßer Rausch
  - Evi Romen für Tatort: Was ist das für eine Welt

Beste Kamera TV/Stream
- Eva Testor für Landkrimi – Immerstill
  - Thomas Dirnhofer für Riesending – Jede Stunde zählt
  - Claire Jahn für Oh Hell

Bester Film Kino
- Der Fuchs
  - Eismayer
  - Tausend Zeilen

Beste Dokumentarfilm Kino
- Elfriede Jelinek – Die Sprache von der Leine lassen
  - 27 Storeys
  - Feminism WTF
  - Igor Levit: No Fear
  - Lass mich fliegen
  - Mein Vater, der Fürst

Bestes Drehbuch Kino
- Florian David Fitz für Oskars Kleid
  - Magdalena Lauritsch und Jessica Lind für Rubikon
  - Chris Raiber für Sterne unter der Stadt

Beste Regie Kino
- Tizza Covi und Rainer Frimmel für Vera
  - Kurdwin Ayub für Sonne
  - Anika Decker für Liebesdings

Beste Kamera Kino
- Yoshi Heimrath und Paul Sprinz für Der Fuchs
  - Xiaosu Han und Andreas Thalhammer für Rubikon
  - Johannes Hoss für Breaking the Ice

Beste Produktion
- Griechenland – Markus Pauser und Erich Schindlecker (e&a film)
  - Schrille Nacht – Arash T. Riahi, Sabine Gruber (Golden Girls Filmproduktion), ORF, Arte
  - Rubikon – Loredana Rehekampff, Andreas Schmied (Samsara Filmproduktion) und Klaus Graf (Graf Film)
  - Sachertorte – Christoph Daniel, Kirstin Wille, Marc Schmidheiny (DCM Pictures), Amazon Prime Video, Serviceproduktion Österreich: Johanna Scherz und Alexander Glehr (Film AG)
  - Das Netz – Oliver Auspitz und Andreas Kamm (MR Film), ServusTV, Degeto Film
  - Süßer Rausch – Doris Zander (Bavaria Fiction), ZDF

Beste Musik
- Eva Klampfer („Lylit“) für Eismayer
  - Annette Focks für Einfach mal was Schönes und Wunderschön
  - Kreisky für Tatort: Was ist das für eine Welt

Sonderpreis der Jury
- Plattform Joyn

Preis der Jury
- Monika Willi

Platin-Romy für das Lebenswerk
- Josef „Joschi“ Deininger, Chauffeur der Schauspieler